# تاریخ یهودستیزی
تاریخ یهودستیزی، که به عنوان اعمال خصمانه و تبعیض قائل شدن علیه یهودیان به عنوان گروهی دینی یا قومیتی تعریف شده؛ پیشینه‌اش به سده‌های گذشته بازمی‌گردد، با در نظر گرفتن این که یهودستیزی «طولانی‌ترین نفرت» خوانده می‌شود. جروم چانز شش مرحله در گسترش تاریخی یهودستیزی می‌شناسد:
1. یهودستیزی پیش از مسیحیت در روم و یونان که بیشتر نژادی بود.
2. یهودستیزی مسیحی که بیشتر بعد مذهبی داشت و تا زمان کنونی ادامه دارد.
3. یهودستیزی اسلامی
4. یهودستیزی سیاسی، اجتماعی و اقتصادی، پس از عصر روشنفکری که زمینه‌ساز یهودستیزی نژادی شد.
5. یهودستیزی نژادی در سده بیستم که به صورت آلمان نازی درآمد.
6. یهودستیزی مدرن که گاهی یهودستیزی جدید نامیده می‌شود.

تشکیل کشور اسرائیل در سده بیستم و پس از پایان جنگ جهانی دوم نیز در تشکیل یهودستیزی مدرن مهم بوده‌است.

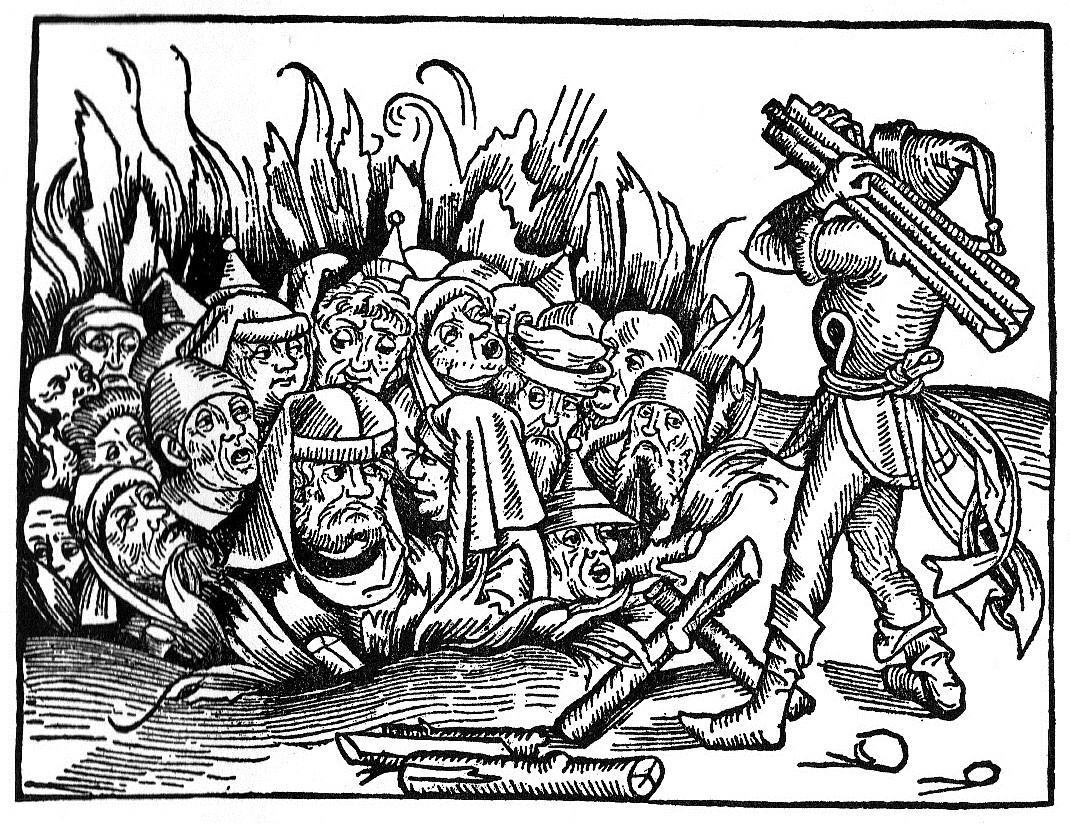
کشتار یهودیان در سال ۱۴۹۳.

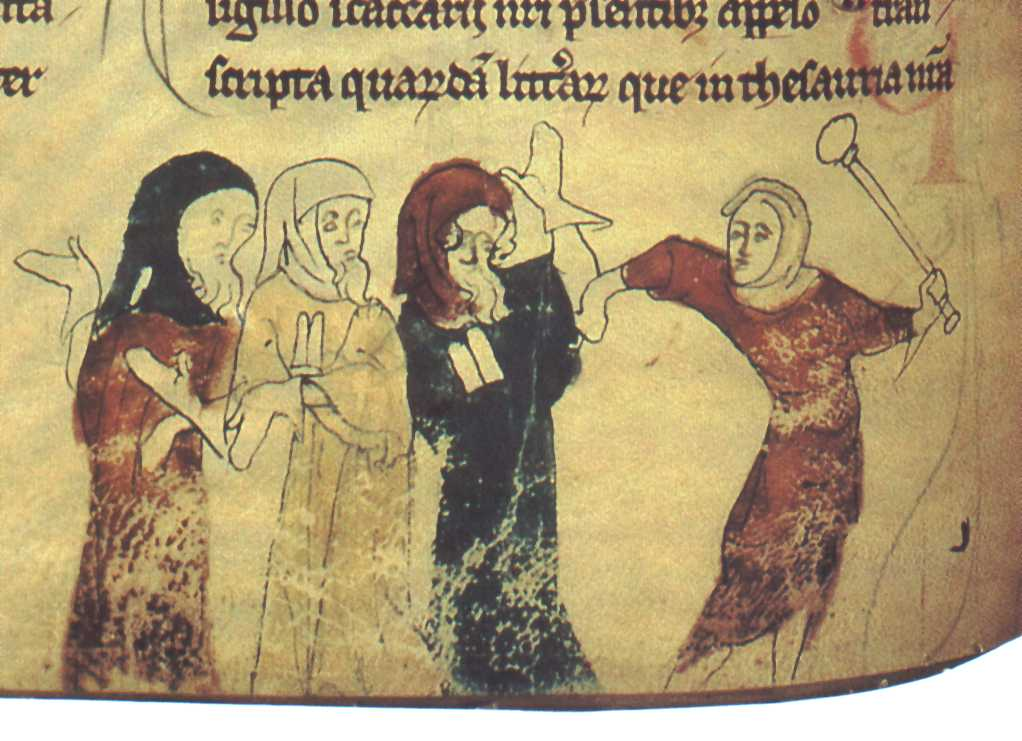
یهودیان مجبور شدند که برچسبهای زردرنگی به جامه خود بچسبانند.

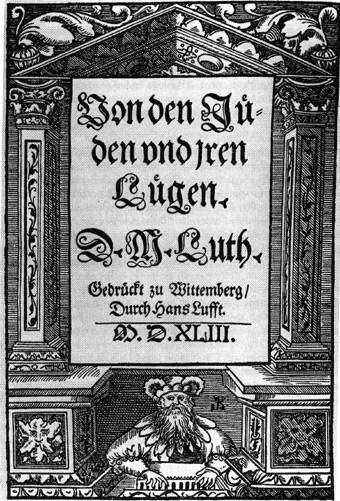
مارتین لوتر در مقاله خود دربارهٔ یهودیان و دروغهای آنان.

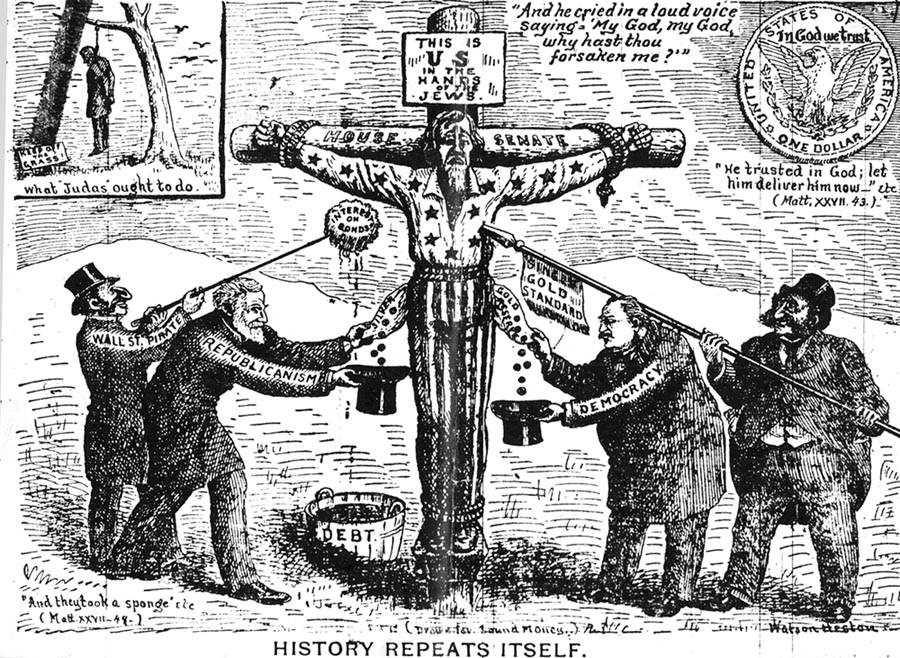
کارتون یهودستیزانه در انتخابات آمریکا در سال ۱۸۹۶.

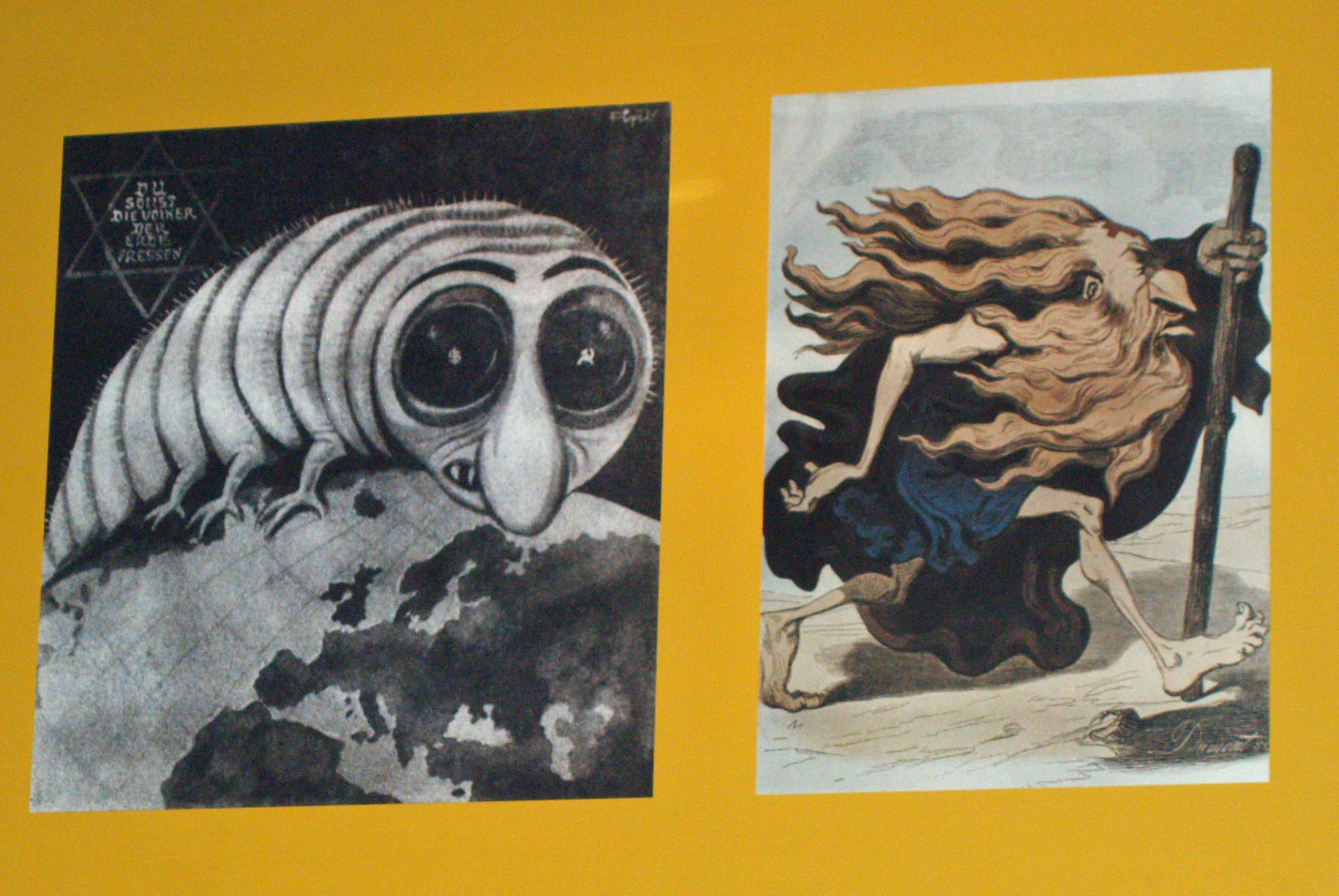
پروپاگاندای یهودستیزانه آلمان نازی.

## تاریخچه

### پیش از میلاد
لوئیس فلدمن نوشته‌است که این معمای بزرگی است که چگونه بت پرستان رومی و یونانی، در آغاز دید مثبتی نسبت به یهودیان داشتند؛ ولیکن درآینده نوشتارهای یهودستیزانه‌ای از خود به جای گذاشته‌اند. این دیدگاه‌های یهودستیزانه از پیرامون سال ۲۷۰ پیش از میلاد آغاز شدند. برخی باور دارند که این دیدگاه‌های ضدیهودی، از مصر به یونان سرایت کرده بود. برخی یونانیان مانند ارسطو، تئوفراستوس و کلیرکوس جملات مثبتی در مورد یهودیان نوشته‌اند. ولیکن بعد از سال ۲۷۰ قبل از میلاد، بیشتر نوشتارهای یونانی نسبت به یهودیان بسیار منفی است. نخستین نوشتارهای ضدیهودی در یونان در حدود سده سوم پیش از میلاد در اسکندریه یافت می‌شود. اسکندریه در این زمان کانون بزرگترین جمعیت یهودیان در جهان بود. مانتو که یک روحانی مصری بود، نوشتارهای منفی دربارهٔ یهودیان از خود به جای گذاشت که در نوشتارهای کارمون، لیسیماکوس، پوزیدونیوس، آپولونیوس مولون، آپیون و تاکتوس تکرار می‌شود. یکی از نخستین دستورهای ضدیهودی، توسط آنتیوکوس اپیفانس در سال ۱۷۰ قبل از میلاد باعث شورش مکابیان شد. فیلسوف یهودی فیلو اسکندرانی دربارهٔ تاختن به یهودیان در اسکندریه در سال ۳۸ میلادی، نوشته‌است که شمار زیادی از آن‌ها کشته شدند. نوشتارهای منفی علیه یهودیان در نوشتارهای بسیاری از نویسندگان رومی و یونانی یافت می‌شود. آگاتارکیدس دربارهٔ رسوم عجیب یهودیان و مسخره بودن قوانین آنان نوشته‌است، و اینکه چگونه تولمی لاتوس موفق شد اورشلیم را در سال ۳۲۰ پیش از میلاد بگیرد، زیرا ساکنین آن در شبات بودند. آنتیوکوس اپیفانس معبد سلیمان را ویران کرد و دین یهودیان و رسوم آن‌ها نظیر ختنه شدن و شبات را ممنوع کرد.

### امپراتوری روم
تیبریوس امپراتور روم یهودیان را از روم بیرون کرد. یوسفوس فلاویوس نیز این اخراج یهودیان را در کتاب خود یاد کرده‌است. رومیها پس از نابودی معبد دوم اورشلیم در سال ۷۰ میلادی به دست تیتوس اجازه بازسازی آن را ندادند، به یهودیان مالیات اضافه بستند تا با آن معبد ژوپیتر را در رم بسازند. تلمود بابلی اشاره می‌کند که پس از شورش بارکوخبا رومیان آن چندان یهودیان را کشتند که اسب‌های آن‌ها تا بینی غرق در خون بودند.

### عهد جدید و یهودستیزی مسیحی
با اینکه بیشتر عهد جدید بدست یهودیان نوشته شده‌است که پیرو عیسی شدند، جملات ضدیهودی زیادی در عهد جدید وجود دارد. این جملات بدست یهودستیزان به عنوان پایه یهودستیزی مذهبی استفاده شده‌است. از آن جمله می‌توان به نکته‌های زیر اشاره کرد:
- عیسی با گروهی از فریسیان گفت‌وگو می‌کرد "من می‌دانم که شما از دودمان ابراهیم هستید، ولیکن شما می‌خواهید مرا بکشید، چون سخن من در دل شما جایی پیدا نمی‌کند… شما از پدر خود شیطان هستید، و خواست‌های او را انجام می‌دهید. او از آغاز یک آدمکش بود و با راستی پیوندی نداشت زیرا در او راستی نیست. (انجیل یوحنا ۸:۳۷–۳۹)
- سنت استفان در برابر شورای سنهدرین :"ای مردمان لجوج، با قلب‌ها و گوش‌های ختنه نشده، شما همیشه در برابر روح القدس ایستادگی می‌کنید، همانگونه که پدرانتان اینکار را کردند شما نیز می‌کنید. کدام پیامبری بود که پدرانتان آزار ندادند؟ آن‌ها کسانی را که وعده آمدن آن درستکار (عیسی) را داده بودند کشتند و شما نیز به او خیانت کردید و او را کشتید، شما، که قانون را بدست فرشتگان دریافت کردید ولیکن آن را رعایت نکردید. (کتاب اعمال ۷:۵۱–۳)

پس از عیسی تنش زیادی بین یهودیان و پیروان عیسی ایجاد شد و رئیسان شرع یهود در اورشلیم پیروان او را تحت فشار قرار دادند. سنت استفان سنگسار شد. پولس پیش از مسیحی شدنش بسیاری از پیروان عیسی را به زندان انداخت و کشت.

### در روم مسیحی
پس از اینکه در سده چهارم مسیحیت تبدیل به دین رسمی امپراتوری روم شد دیدگاه‌های یهودستیزانه مذهبی شدت یافت. نوشتارهای مسیحی دیدگاه‌های بسیار منفی دربارهٔ یهودیان ابراز کردند که سبب تازش‌های زیادی به کنیسهها شد. این یهودستیزی هم در قوانین و هم درکلیساها وجود داشت. در سده چهارم ازدواج میان یهودی مسیحی نشده و مسیحی ممنوع شد. شورای آنتیوک مسیحیان را از جشن گرفتن در عید پسح منع کرد و شورای لائودیسیا مسیحیان را از پیروی از قوانین شبات منع کرد. کنستانتین یکم قوانین ویژه‌ای برای یهودیان داشت که آنان را از داشتن برده مسیحی، ختنه کردن برده‌ها، یهودی کردن مسیحیان منع کرده بود. ولیکن او به یهودیان اجازه داد که سالی یکبار در روز تیشا با او وارد اورشلیم شوند. در سده پنجم جایگاه یهودیان بدتر شد. دستور تئودوسیانوس یهودیان را از کارهای دولتی، ارتش و وکالت منع کرد. دادگاه‌های شرعی یهودی نیز تعطیل شدند. کنیسه‌ها ضبط شدند و کنیسه‌های دیرینه چنانچه که در حال فروپاشی بودند اجازه بازسازی داشتند. بسیاری کنیسه‌ها تبدیل به کلیسا شدند.

### اتهام کشتن خدا
مسیحیان چون باور به الهیت عیسی دارند، یهودیان را مجرم به بالاترین جرم ممکن یعنی کشتن خداوند می‌بینند. این اتهام برجسته‌ترین انگیزه مسیحیان برای مخالفت با یهودیان بوده‌است. در این اتهام همگی قوم یهود به صورت کلی به دلیل کشتن عیسی مجرم هستند. در این نوشتارها، پیلاتس فرمانده رومی کمتر مقصر دانسته می‌شود؛ زیرا او دست خود را از گناه کشتن عیسی شسته بود.

### ممنوعیت‌های شغلی
ممنوعیتهای شغلی دربارهٔ یهودیان باعث شد که آن‌ها به کارهایی که در دیدگاه بقیه مردم ناپاک بود، مانند جمع‌آوری مالیات و دادن وام سرگرم شوند. این شغلها که شغلهای شیطانی مورد نیاز دانسته می‌شد، مورد اجازه برای یهودیان بود. کاتولیک‌ها در این زمان باور داشتند که سود گرفتن بر روی پول گناه است و برای مسیحیان ممنوع است. ولیکن یهودیان که این قانون به آن‌ها اعمال نمی‌شد به این شغل روی آوردند. با اینکه در تورات نیز گرفتن سود بر روی پول مورد انتقاد قرار گرفته‌است. این کار باعث شد که دیدگاه‌های مردم نسبت به یهودیان تبدیل به افراد حرص جو و رباخوار تبدیل شود. در این زمان اختلاف بین بدهکار و طلبکار جنبه مذهبی نیز پیدا کرد و مسیحیانی که به یهودیان بدهکار بودند از آن‌ها بیزار شدند. کشاورزانی که وادار بودند مالیات را به یهودیان پرداخت کنند از این کار بسیار نفرت داشتند. قوانین زیادی در این زمان حتی تا سده ۱۹ علیه فعالیت یهودیان وجود داشت. آن‌ها از بسیاری شغل‌ها منع شده بودند و اجازه نداشتند در همه جا ساکن شوند. در بیشتر مناطق، یهودیان دارای محله ویژه‌ای بودند که مختص آنان بود. آن‌ها در بسیاری موارد مجبور بودند پوشاک ویژه‌ای بپوشند تا از دیگر مردم متفاوت باشند.

### اتهام خون
در بسیاری مناطق اروپا یهودیان به خوردن خون مسیحیان در مسخره کردن باور تبدیل شدن شراب به خون عیسی توسط مسیحیان متهم شدند. بر پایه این اتهام، یهودیان یک کودک بالغ نشده را می‌دزدیدند و شکنجه می‌کردند. در این هنگام گروهی از آن‌ها جمع می‌شدند و این مسئله را تماشا می‌کردند. کودک بدست آن‌ها به مرگ محکوم می‌شد و در نهایت به صلیب کشیده می‌شد. خونی که از زخمهای کودک چکه می‌کرد در ظرفی جمع می‌شد. در پایان بدن بدون خون کودک از صلیب پایین کشیده می‌شد و آیین‌های جادو به کمک خون او انجام می‌شد. این داستان به صورت همتایی در همگی داستان‌های یهودستیزانه در این زمان نقل شده‌است. داستان ویلیام نورویچ جزو نخستین داستانهای این اتهام است.

### در قرآن و جهان اسلامی
قرآن کتاب مقدس مسلمانان، دارای برخی از آیات است که می‌توانند به این سان تفسیر شوند که دید بسیار منفی‌ای از یهودیان را بیان می‌کنند. پس از این که پیامبر اسلام، محمد، از مکه به مدینه هجرت کرد، نخست پیوندهای دوستانه با قبایل یهودی برقرار کرد. ولیکن پس از آن روابط میان پیروان دین تازه و یهودیان منفی شد و قرآن به محمد دستور می‌دهد که جهت قبله را از اورشلیم (بیت‌المقدس) به مکه تغییر دهد. از این زمان به بعد دید آیات قرآن به شدت نسبت به یهودیان خصمانه است.
- «و آنان را بی‌گمان آزمندترین مردم به زندگی، و [حتی آزمندتر] از کسانی که شرک می‌ورزند خواهی یافت. هر یک از ایشان آرزو دارد که کاش هزار سال عمر کند با آنکه اگر چنین عمری هم به او داده شود، وی را از عذاب دور نتواند داشت. و خدا بر آنچه می‌کنند بیناست.» —سوره بقره، آیه ۹۶، ترجمه فولادوند[۳]
- و (یهود) آنچه را که شیطان[صفت]ها در سلطنتسلیمان خوانده[و درس گرفته] بودند پیروی کردند و سلیمان کفر نورزید لیکن آن شیطان[صفت]ها به کفر گراییدند که به مردم سحر می‌آموختند و[نیز از] آنچه بر آن دو فرشته هاروت و ماروت در بابِل فرو فرستاده شده بود[پیروی کردند] - قرآن ۲:۱۰۲
- و یهود گفتند دست‌خدا بسته‌است دستهای خودشان بسته باد و به[سزای] آنچه گفتند از رحمت‌خدا دور شوند بلکه هر دو دست او گشاده است هر گونه بخواهد می‌بخشد و قطعاً آنچه از جانب پروردگارت به سوی تو فرود آمده بر طغیان و کفر بسیاری از ایشان خواهد افزود و تا روز رستاخیز میانشان دشمنی و کینه افکندیم هر بار که آتشی برای پیکار برافروختند خدا آن را خاموش ساخت و در زمین برای تباهی می‌کوشند و خدا مفسدان را دوست نمی‌دارد. - قرآن ۵:۶۴
- بی‌گمان یهودیان و کسانی را که شرک ورزیده‌اند دشمن‌ترین مردم نسبت به مؤمنان خواهی یافت. -قرآن ۵:۸۲، ترجمه فولادوند

یهودیان در جهان اسلامی دارای وضعیت ذمی بودند. با اینکه آنان وادار به پرداخت مالیات اضافه بودند و قوانین ویژه‌ای علیه آن‌ها وجود داشت به‌طور کلی آن‌ها نسبت به اروپا در آزادی بیشتری به سر می‌بردند. در اسپانیای مسلمان یهودیان زیر چیرگی خلفای اموی بسیار قدرت یافتند و اسپانیا به کانون فرهنگ یهودی تبدیل شد. ولیکندودمان المروید دیرتر یهودیان را زیر فشار قرار داد. الم هادیان که در سال ۱۱۴۷ به مغرب حاکم شدند دید منفی تری نسبت به اهل ذمه داشتند. برخی مانند موسی ابن میمون به سرزمین‌های اسلامی خاوری تر فرار کردند. در برخی موارد در سده‌های میانی یهودیان به زور در مصر، عراق، سوریه و یمن مسلمان شدند.

### در سده‌های میانی
در سده‌های میانی در اروپا رویدادهای زیادی علیه یهودیان افتاد. این رویدادها شامل کشتن یهودیان، تبدیل دین اجباری، سوزاندن کتاب‌هایشان و اخراج بود. مسیحیان باور داشتند که یهودیان دارای توانایی جادو هستند و این توانایی را با فروختن روح خود به شیطان به دست آورده‌اند. یهودستیزی در اروپا در زمان جنگ‌های صلیبی به بالاترین اندازه خود رسید. در نخستین جنگ صلیبی در آلمان بسیاری از یهودیان کشته شدند. در جنگ صلیبی دوم یهودیان فرانسه نیز کشته شدند. در سال ۱۲۹۰ یهودیان به صورت کلی از انگلستان بیرون شدند. در سال ۱۳۹۶، ۱۰۰۰۰۰ یهودی از فرانسه بیرون شدند و در سال ۱۴۲۱ این رویداد دربارهٔ یهودیان اتریش تکرار شد. بیشتر بیرون شدگان به لهستان گریختند. در زمان مرگ سیاه در اروپا که باعث کشته شدن بسیاری از مردم شد، یهودیان به مسموم کردن چاه‌های آب متهم شدند. به دستور پاپ در سال ۱۳۴۸ شمار زیادی از یهودیان زنده زنده سوزانده شدند.

### اخراج از فرانسه و انگلستان
در سده سیزدهم و چهاردهم یهودیان از مناطق گوناگون در فرانسه به صورت گروهی بیرون شدند. این اخراجها در سال ۱۱۸۲، ۱۲۵۴، ۱۳۰۶، ۱۳۲۲ و ۱۳۹۴ رخ دادند. در سال ۱۲۹۰ همگی یهودیان از کشور انگلستان اخراج شدند. همگی دارایی‌های آن‌ها نیز ضبط گردید. تا سال ۱۶۵۵ یهودیان در انگلستان حضور نداشتند تا اینکه الیور کرامول به آنان اجازه بازگشت به انگلستان داد.

### در اسپانیا و پرتغال
کلیسای کاتولیک به صورت تاریخی دیدگاه‌های بسیار منفی نسبت به یهودیان داشت. در سال ۱۴۹۲ ملکه ایزابلا یهودیان را به صورت کلی از اسپانیا اخراج کرد. برخی از اسپانیا بیرون شدند و برخی به زندگی در اسپانیا به صورت مارانو ادامه دادند. یهودیان بیرون شده از اسپانیا که یهودیان سفاردی نامیده می‌شوند به عثمانی، هلند، فرانسه و ایتالیا رفتند. در امپراطوری عثمانی یهودیان کاملاً در دین خود آزاد بودند. شهر آمستردام در هلند نیز به یکی از مناطق مورد علاقه مهاجران یهودی تبدیل شد.

### جنبش پروتستانیسم
مارتین لوتر که سرمنشاء جنبش پروتستان بود دیدگاه‌های یهودستیزانه زیادی داشت. او این دیدگاه را در یک نوشتار به نام درباره یهودیان و دروغهای آنان بیان کرده‌است. او سفارش برخورد بسیار سختی با یهودیان می‌دهد و حتی می‌گوید که مسیحیان به خاطر نکشتن آنان خلافکارند.

### سده هفدهم
در سده هفدهم پیتر استویوسانت واپسین سرپرست هلندی کولونی آمستردام نو (نیویورک) یهودیان را کلاهبردار و دشمنان قسم خورده و کافر به نام عیسی خواند. ولیکن رؤسای او کارهای او را لغو کردند.

### سده هجدهم
در سده هجدهم و آغاز عصر روشنفکری بسیاری دیدگاه‌های دیرینه دگرگون شد. ایده شهروندی و برابری در برابر قانون گسترش یافت. ولتیر نوشتارهای زیادی دربارهٔ یهودیان دارد که بیشتر آنان بسیار منفی هستند. در این زمان روسیه شماره زیادی از زمین‌هایی که پیشتر متعلق به لهستان بود را گرفت و دارای شمار زیادی یهودی در گستره خود شد. یهودیان برپایه قوانین کلیسای ارتدوکس شرقی محدود شدند و حق مهاجرت به بقیه قسمت‌های روسیه را نداشتند.

### سده نوزدهم
پس از اینکه انقلاب فرانسه حقوق برابر شهروندی به یهودیان اعطا کرد اندک اندک دیگر بخش‌های اروپا نیز تحت تأثیر فرانسه حقوق برابر به یهودیان دادند. در این زمان کم‌کم یهودستیزی مذهبی تبدیل به یهودستیزی نژادی شد.

### آلمان
پس از حمله ناپلئون به آلمان او در سرزمین‌های تحت کنترل خود به یهودیان حقوق برابر داد. ولیکن این قوانین پس از شکست ناپلئون لغو شدند. یهودیان تا سال ۱۸۷۱ حقوق برابر در آلمان نداشتند. در سال ۱۸۵۰ ریچارد واگنر موسیقیدان آلمانی مقاله‌ای به نام یهودیت در موسیقی نوشت که حملات زیادی علیه یهودیان کرد. او باور داشت که تأثیر یهودیان در فرهنگ آلمان ویرانگر است.

### فرانسه
شکست فرانسه در جنگ فرانکو-پروسیان توسط برخی به گردن یهودیان انداخته شد. یهودیان متهم شدند که منافع میهنی را با دیدگاه‌های جمهوری‌خواه، کاپیتالیست و ضد کاتولیک خود ویران کرده‌اند.

### ایالات متحده
در سال‌های ۱۸۸۱ تا ۱۹۲۰ نزدیک به ۳ میلیون یهودی اشکنازی به آمریکا مهاجرت کردند. در سال‌های ۱۸۸۰ به بعد گروه‌های پوپولیست به دلیل مشکلات اقتصادی کشاورزان آغاز به نوشتن مقالات ضدیهودی به دلیل رابطه یهودیان با فعالیت‌های اقتصادی کردند. با اینکه در این زمان یهودیان در بانکداری در آمریکا نقش زیادی نداشتند ولیکن قدرت بانکداران یهودی در اروپا مانند روتشیلد و جاکوب شیف در نیویورک این اتهامات را مردمپسند کرده بود.

### روسیهتزاری (پیش از تشکیل شوروی، پیش از سال ۱۹۱۷)
کشته شدن تزار الکساندر دوم در روسیه به گردن یهودیان انداخته شد و یهودیان در سراسر روسیه زیر فشار قرار گرفتند. الکساندر سوم قوانین ضدیهودی زیادی برنهاد. در این زمان شمار فراوانی از یهودیان از روسیه مهاجرت کردند.

### کشورهای اسلامی
در سده نوزدهم جایگاه یهودیان در کشورهای اسلامی بدتر شد. در سال ۱۸۲۸ یهودیان بغداد کشته شدند. در سال ۱۸۳۹ یهودیان مشهد کشته شدند و شماری مجبور به اسلام آوردن شدند. در سال ۱۸۶۷ یهودیان بارفروش (بابل) کشته شدند. در ایران و تحت حکومت مسلمانان شیعه جایگاه یهودیان بدتر از کشورهای دیگر بود؛ زیرا اسلام شیعه یهودیان را نجس می‌دانست و هرگونه برخورد با آنان را برای مسلمانان ممنوع کرده بود. اروپاییان زیادی که از ایران در این زمان بازدید کرده بودند در مورد برخورد خشن و شدید ایرانیان با یهودیان مطالب زیادی نوشته‌اند. در سال ۱۸۴۰ یهودیان دمشق متهم شدند که یک مسیحی را در آیین سحرآمیز به کشته‌اند. در سال ۱۸۶۴ یهودیان مراکش کشته شدند. در سال ۱۸۶۹ یهودیان در تونس به قتل رسیدند. در سال ۱۸۹۱ مسلمانان اورشلیم از حکومت عثمانی خواستند جلوی مهاجرت یهودیان از روسیه (روسیه تزاری) را بگیرد.

### سده بیستم
در سده بیستم یهودستیزی نژادی شدت گرفت که در نهایت منجر به هولوکاست و کشتن شش میلیون یهودی شد. در روسیه در این زمان کتاب پروتکل زعمای صهیون چاپ شد و در میان مردم بسیار رایج بود. در سال ۱۹۱۷ انقلاب بلشویک قوانین ضدیهودی را لغو کرد. ولیکن نیروهای مخالف بلشویک‌ها تحت سلطه ارتش سفید بسیاری از یهودیان را در مناطق زیر کنترل خود به قتل رساندند. این نیروها در پخش تئوری توطئه یهودی و کتاب پروتکل زعمای صهیون به سراسر جهان نقش زیادی داشتند. در فرانسه به قدرت رسیدن لئون بلام رئیس‌جمهور یهودی باعث پخش احساسات ضدیهودی شد. در حکومت ویشی زیر چیرگی آلمان در جنگ جهانی دوم یهودستیزی در فرانسه شدت یافت. آلمان نازی برجسته‌ترین نیرو در پخش احساسات ضدیهودی بود. آدولف هیتلر در کتاب خود نبرد من آرمان‌های یهودستیزانه بسیاری در میان گذاشته‌است. قوانین نورنبرگ در سال ۱۹۳۵ ازدواج یهودی و غیریهودی را ممنوع کردند. خشونت علیه یهودیان توسط دولت آلمان نازی تشویق می‌شد. در ۹ و ۱۰ نوامبر سال ۱۹۳۸ این خشونت در کریستالناخت به اوج خود رسید. در سال ۱۹۴۲ آلمانیها تصمیم به راه حل نهایی برای یهودیان گرفتند و یهودیان را به اردوگاه‌های کار اجباری بردند. در این اردوگاه‌ها بیش از شش میلیون یهودی جان خود را از دست دادند. در ایالات متحده مهاجرت گسترده یهودیان باعث ایجاد احساسات ضدیهودی شد. کشته شدن لئو فرانک در جنوب آمریکا باعث ایجاد اتحادیه ضد افترا شد. بیشترین یهودستیزی در آمریکا در بین سال‌های ۱۹۲۰ تا ۱۹۳۰ بود. هنری فورد بنیان‌گذار کارخانه ماشینسازی فورد در پخش اندیشه‌های یهودستیزانه در آمریکا و کتاب پروتوکل زعمای صهیون نقش فراوانی داشت. هیتلر هنری فورد را می‌ستود و تصویری از او در اتاق کاری خود داشت. پس از جنگ جهانی دوم یهودستیزی در اروپای خاوری شدت یافت. در آمریکا پس از سال‌های ۱۹۸۰ تئوریهای توطئه مانند نظم نوین جهانی و دولت پنهان یهودی شدت یافت. با جنگ‌های آمریکا در خلیج فارس کنشگران ضد جنگ دربارهٔ لابی یهودی مطالب زیادی نوشتند. در این زمان تئوری‌های توطئه در مورد حکومت تسخیر شده توسط صهیونیست شدت یافت. پت بوچانن سناتور آمریکایی در مخالفت با جنگ عراق در سال ۱۹۹۰ در مورد لابی اسرائیل و فشار آن به دولت آمریکا صحبت کرد.